# インサイド・アウト (チック・コリア・エレクトリック・バンドのアルバム)
『インサイド・アウト』（Inside Out）は、チック・コリア率いる「チック・コリア・エレクトリック・バンド」が1990年に発表した、同バンドの名義では4作目に当たるスタジオ・アルバム。フランク・ギャンバレおよびエリック・マリエンサルの加入後としては3作目に当たる。

## 背景
本作のためのリハーサル中、スティーヴィー・ワンダーがスタジオを訪れてタイトル曲で共演したが、ワンダーは最終的なレコーディングには参加しなかった。なお、1990年には本作と同名の映像作品（アメリカではVHS、日本ではレーザーディスク）も発売された。

## 反響・評価
『ビルボード』のコンテンポラリー・ジャズ・アルバム・チャートでは6位に達した。
第33回グラミー賞では、本作が最優秀ジャズ・フュージョン・パフォーマンス賞にノミネートされ、収録曲「テイル・オブ・デアリング」が最優秀インストゥルメンタル編曲賞にノミネートされた。スコット・ヤナウはオールミュージックにおいて5点満点中4点を付け「多数のキーボードを操る個性派のリーダーはもちろん、ロック的なギタリストのフランク・ギャンバレとR&B的なサクソフォーン奏者エリック・マリエンサルによる熱烈なソロも押し出され、このバンドらしさは相変わらず貫かれている」と評している。

## 収録曲
全曲ともチック・コリア作曲。
1. インサイド・アウト - "Inside Out" - 5:14
2. メイク・ア・ウィッシュ パート1 - "Make a Wish Part 1" - 1:39
3. メイク・ア・ウィッシュ パート2 - "Make a Wish Part 2" - 6:19
4. ストレッチ・イット パート1 - "Stretch It Part 1" - 0:52
5. ストレッチ・イット パート2 - "Stretch It Part 2" - 7:53
6. キッカー - "Kicker" - 5:20
7. チャイルズ・プレイ - "Child's Play" - 3:30
8. テイル・オブ・デアリング チャプター1 - "Tale of Daring (Chapter 1)" - 2:02
9. テイル・オブ・デアリング チャプター2 - "Tale of Daring (Chapter 2)" - 3:39
10. テイル・オブ・デアリング チャプター3 - "Tale of Daring (Chapter 3)" - 5:48
11. テイル・オブ・デアリング チャプター4 - "Tale of Daring (Chapter 4)" - 4:23

## 参加ミュージシャン
- チック・コリア - MIDIピアノ、シンセサイザー
- エリック・マリエンサル - サクソフォーン
- フランク・ギャンバレ - ギター
- ジョン・パティトゥッチ - エレクトリックベース
- デイヴ・ウェックル - ドラムス

アディショナル・ミュージシャン
- ジェイ・オリヴァー - シンセサイザー・プログラミング